# Sidajaya
Sidajaya is een bestuurslaag in het regentschap Subang van de provincie West-Java, Indonesië. Sidajaya telt 6003 inwoners (volkstelling 2010).